# دان بورتر
دان بورتر (بالإنجليزية: Dan Porter)‏ هو لاعب كرة قاعدة أمريكي، ولد في 17 أكتوبر 1931 في ديكادور في الولايات المتحدة، وتوفي بنفس المكان في 7 يناير 2017.

## وصلات خارجية
- دان بورتر على موقعبيزبول رفرنس.كوم (الدوري الرئيسي) (الإنجليزية)
- دان بورتر على موقعبيزبول رفرنس.كوم (الدوري الثانوي) (الإنجليزية)